# Ambrosiusplatz 2 (Magdeburg)

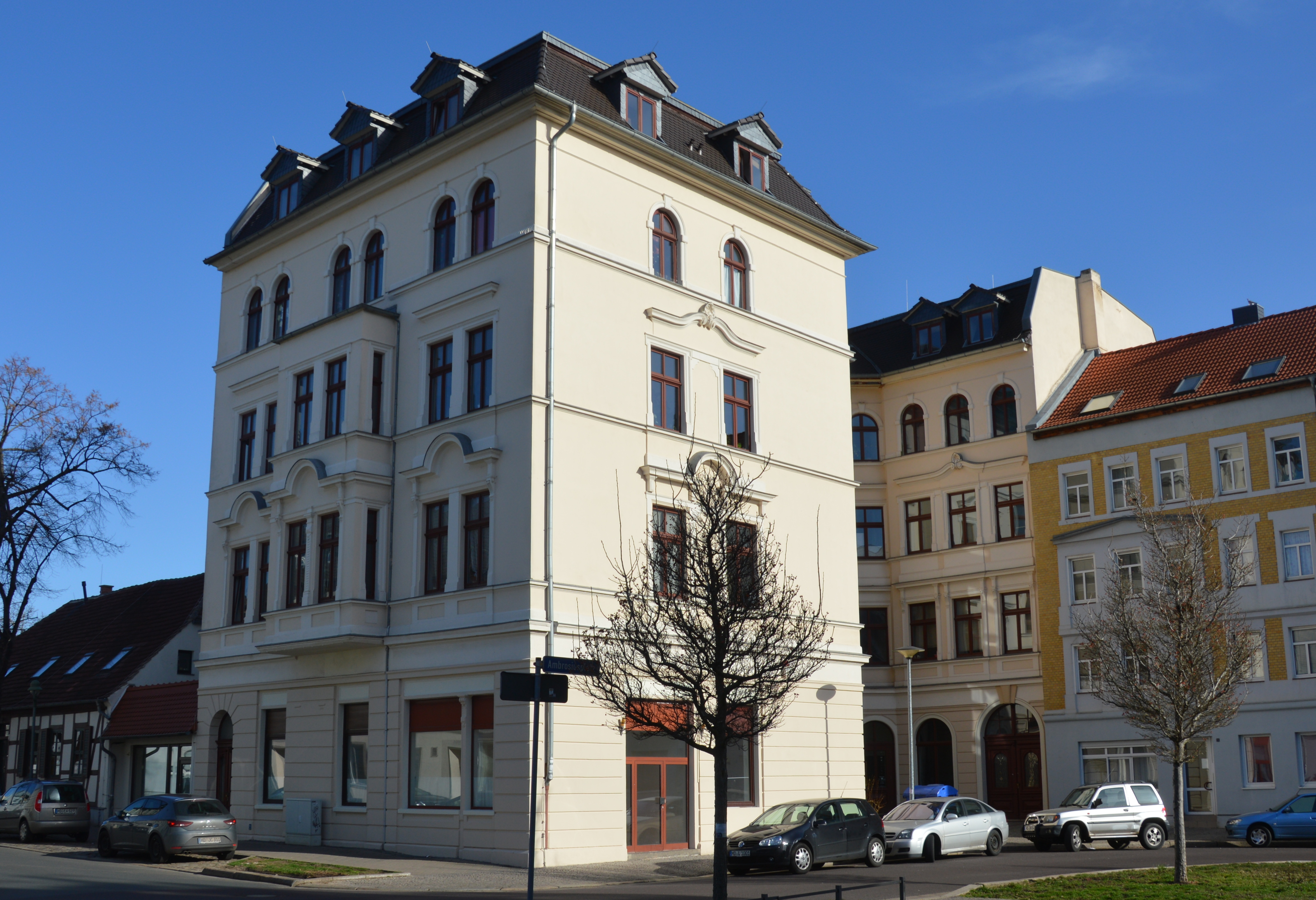
Haus Ambrosiusplatz 2

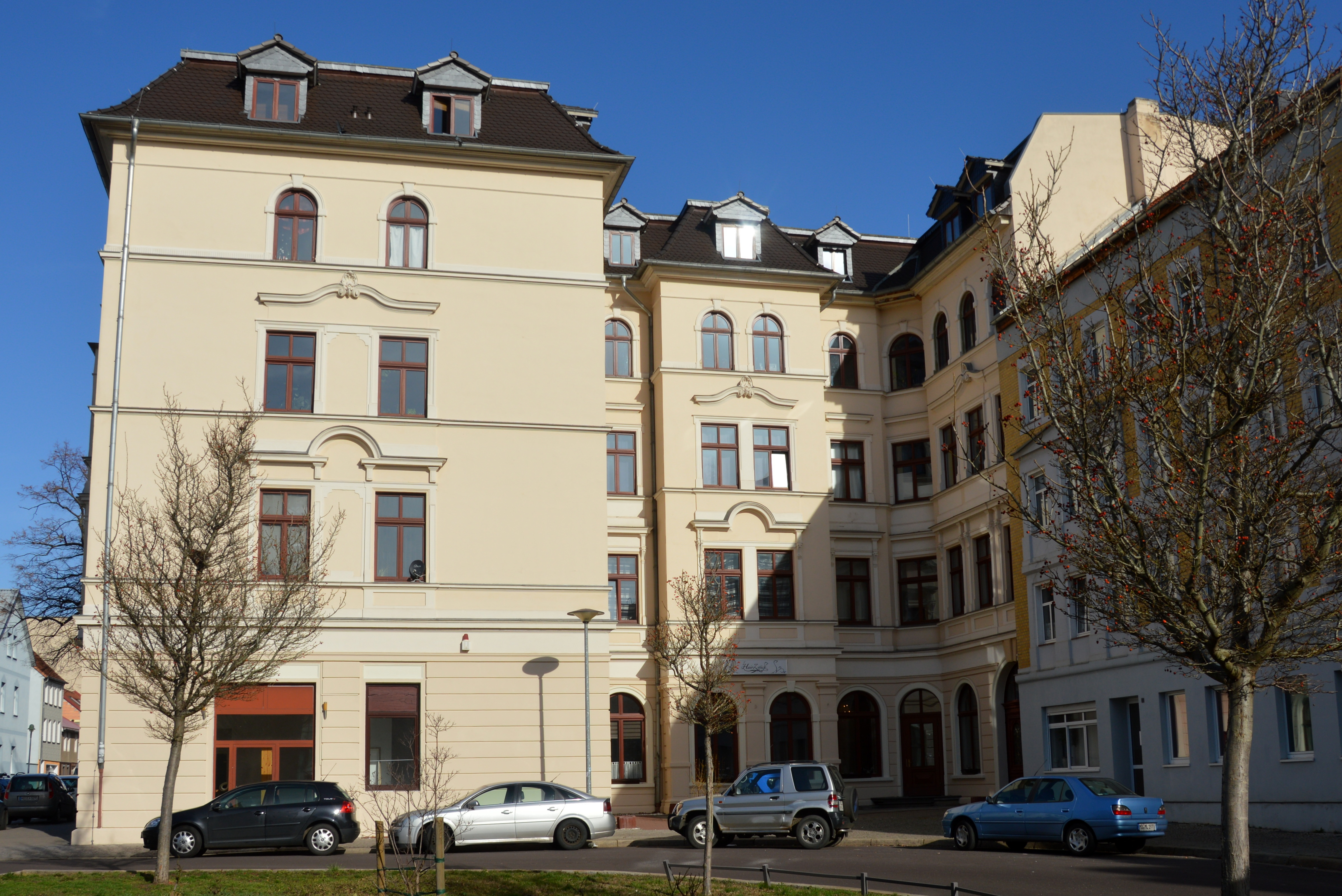
Blick von Süden in den Ehrenhof

Das Haus Ambrosiusplatz 2 ist ein denkmalgeschütztes Wohnhaus in Magdeburg in Sachsen-Anhalt.

## Lage
Es befindet sich an der nördlichen Ecke des Ambrosiusplatzes im Magdeburger Stadtteil Sudenburg.

## Architektur und Geschichte
Der viergeschossige Bau wurde im Jahr 1895 für den Kaufmann Knape errichtet. Das repräsentativ im Stil des Neobarock gestaltete verputzte Haus ist als dreiflügliger Komplex gebaut. Nach Süden zum Ambrosiusplatz hin, bildet das Gebäude mit dem hinter den seitlichen Flügeln zurücktretenden mittleren Flügel einen sogenannten Ehrenhof. Am mittleren Flügel besteht zu diesem Ehrenhof hin ein Mittelrisalit.
Im örtlichen Denkmalverzeichnis ist das Wohnhaus unter der Erfassungsnummer 094 81916 als Baudenkmal verzeichnet.
Das Gebäude gilt für den Ambrosiusplatz als prägend und somit städtebaulich bedeutsam.